# Bourneau
Bourneau és un municipi francès situat al departament de Vendée i a la regió de País del Loira. L'any 2007 tenia 760 habitants.

## Demografia

### Població
El 2007 la població de fet de Bourneau era de 760 persones. Hi havia 290 famílies de les quals 78 eren unipersonals (43 homes vivint sols i 35 dones vivint soles), 90 parelles sense fills, 106 parelles amb fills i 16 famílies monoparentals amb fills.
La població ha evolucionat segons el següent gràfic:
Habitants censats

### Habitatges
El 2007 hi havia 363 habitatges, 300 eren l'habitatge principal de la família, 40 eren segones residències i 22 estaven desocupats. 360 eren cases i 2 eren apartaments. Dels 300 habitatges principals, 235 estaven ocupats pels seus propietaris, 64 estaven llogats i ocupats pels llogaters i 2 estaven cedits a títol gratuït; 12 tenien dues cambres, 30 en tenien tres, 69 en tenien quatre i 189 en tenien cinc o més. 271 habitatges disposaven pel capbaix d'una plaça de pàrquing. A 131 habitatges hi havia un automòbil i a 153 n'hi havia dos o més.

### Piràmide de població
La piràmide de població per edats i sexe el 2009 era:
| Homes | Edats   | Dones |
| ----- | ------- | ----- |
| 0     | 95 o +  | 0     |
| 0     | 90 a 94 | 0     |
| 4     | 85 a 89 | 8     |
| 0     | 80 a 84 | 8     |
| 8     | 75 a 79 | 16    |
| 12    | 70 a 74 | 16    |
| 20    | 65 a 69 | 20    |
| 16    | 60 a 64 | 24    |
| 8     | 55 a 59 | 8     |
| 16    | 50 a 54 | 8     |
| 32    | 45 a 49 | 32    |
| 28    | 40 a 44 | 32    |
| 32    | 35 a 39 | 24    |
| 24    | 30 a 34 | 16    |
| 12    | 25 a 29 | 8     |
| 24    | 20 a 24 | 8     |
| 12    | 15 a 19 | 28    |
| 28    | 10 a 14 | 32    |
| 8     | 5 a 9   | 20    |
| 8     | 0 a 4   | 8     |

## Economia
El 2007 la població en edat de treballar era de 488 persones, 372 eren actives i 116 eren inactives. De les 372 persones actives 349 estaven ocupades (185 homes i 164 dones) i 23 estaven aturades (10 homes i 13 dones). De les 116 persones inactives 41 estaven jubilades, 37 estaven estudiant i 38 estaven classificades com a «altres inactius».

### Ingressos
El 2009 a Bourneau hi havia 296 unitats fiscals que integraven 766,5 persones, la mediana anual d'ingressos fiscals per persona era de 15.825 €.

### Activitats econòmiques
Dels 24 establiments que hi havia el 2007, 1 era d'una empresa alimentària, 1 d'una empresa de fabricació d'elements pel transport, 5 d'empreses de fabricació d'altres productes industrials, 2 d'empreses de construcció, 7 d'empreses de comerç i reparació d'automòbils, 2 d'empreses de transport, 2 d'empreses d'hostatgeria i restauració, 1 d'una empresa financera, 2 d'empreses de serveis i 1 d'una empresa classificada com a «altres activitats de serveis».
Dels 5 establiments de servei als particulars que hi havia el 2009, 1 era un taller de reparació d'automòbils i de material agrícola, 1 fusteria, 1 lampisteria, 1 electricista i 1 restaurant.
L'únic establiment comercial que hi havia el 2009 era una fleca.
L'any 2000 a Bourneau hi havia 25 explotacions agrícoles que ocupaven un total de 648 hectàrees.

## Equipaments sanitaris i escolars
El 2009 hi havia una escola elemental.

## Poblacions més properes
El següent diagrama mostra les poblacions més properes.